# Albert Freeman (cầu thủ bóng đá)
Albert Freeman (21 tháng 10 năm 1899 – không rõ) là một cầu thủ bóng đá người Anh thi đấu ở vị trí tiền đạo tầm xa.